# Fabrizio Zambrella
Fabrizio Zambrella (Ginevra, 1º marzo 1986) è un ex calciatore svizzero, di ruolo centrocampista.

## Carriera

### Club
Cresce nel Servette, con cui gioca la sua prima Super League nella stagione 2002-2003 totalizzando 6 presenze. L'anno successivo viene impiegato molto più frequentemente nella squadra ginevrina, realizzando 9 reti in 28 incontri.
Viene poi acquistato dal Brescia per la stagione 2004-2005. Il suo esordio in Serie A avviene il 6 gennaio 2005, nel pareggio contro il Bologna per 1-1. Il 26 gennaio 2008 segna anche la sua prima rete con la maglia del Brescia, contro il L.R. Vicenza. Il 30 maggio 2009 sigla al 94' una rete di testa al Pisa, condannando i toscani alla retrocessione e conquistando per i bresciani il 4º posto a pari merito con l'Empoli.
Dopo essere rimasto svincolato, firma per il Sion il 20 ottobre 2009. Ha esordito con la maglia del FC Sion in FC Zurigo-FC Sion (1-1), il 31 ottobre 2009, entrando al 60' in sostituzione di Goran Obradović. Il 31 gennaio 2012 il club vallesano lo manda in prestito fino alla fine della stagione alla PAS Giannina. Il 30 giugno 2013 passa dal Sion al Losanna, firmando un contratto valido per due anni. Il 20 dicembre 2014 viene ingaggiato dal Le Mont.

### Nazionale
Ha fatto parte della Nazionale svizzera che ha disputato gli europei Under-19 del 2004 e i mondiali Under-20 del 2005. Con la Nazionale svizzera Under-21 ha segnato 5 reti.

## Statistiche

### Presenze e reti nei club
Statistiche aggiornate al 17 settembre 2017.
| Stagione              | Squadra               | Campionato            | Campionato | Campionato | Coppe nazionali | Coppe nazionali | Coppe nazionali | Coppe continentali | Coppe continentali | Coppe continentali | Altre coppe | Altre coppe | Altre coppe | Totale | Totale |
| Stagione              | Squadra               | Comp                  | Pres       | Reti       | Comp            | Pres            | Reti            | Comp               | Pres               | Reti               | Comp        | Pres        | Reti        | Pres   | Reti   |
| --------------------- | --------------------- | --------------------- | ---------- | ---------- | --------------- | --------------- | --------------- | ------------------ | ------------------ | ------------------ | ----------- | ----------- | ----------- | ------ | ------ |
| 2002-2003             | Servette              | SL                    | 6          | 0          | -               | -               | -               | -                  | -                  | -                  | -           | -           | -           | 6      | 0      |
| 2003-2004             | Servette              | SL                    | 28         | 9          | -               | -               | -               | -                  | -                  | -                  | -           | -           | -           | 28     | 9      |
| Totale Servette       | Totale Servette       | Totale Servette       | 34         | 9          |                 | -               | -               |                    | -                  | -                  |             | -           | -           | 34     | 9      |
| 2004-2005             | Brescia               | A                     | 14         | 0          | CI              | -               | -               | -                  | -                  | -                  | -           | -           | -           | 14     | 0      |
| 2005-2006             | Brescia               | B                     | 19         | 0          | CI              | 3               | 1               | -                  | -                  | -                  | -           | -           | -           | 22     | 1      |
| 2006-2007             | Brescia               | B                     | 17         | 0          | CI              | 1               | 0               | -                  | -                  | -                  | -           | -           | -           | 18     | 0      |
| 2007-2008             | Brescia               | B                     | 27+2       | 1+0        | CI              | 1               | 0               | -                  | -                  | -                  | -           | -           | -           | 30     | 1      |
| 2008-2009             | Brescia               | B                     | 37+4       | 3+0        | CI              | 2               | 0               | -                  | -                  | -                  | -           | -           | -           | 43     | 3      |
| Totale Brescia        | Totale Brescia        | Totale Brescia        | 120        | 4          |                 | 7               | 1               |                    | -                  | -                  |             | -           | -           | 127    | 5      |
| 2009-2010             | Sion                  | SL                    | 14         | 1          | CS              | -               | -               | -                  | -                  | -                  | -           | -           | -           | 14     | 1      |
| 2010-2011             | Sion                  | SL                    | 27         | 2          | CS              | 3               | 0               | -                  | -                  | -                  | -           | -           | -           | 30     | 2      |
| 2011-gen. 2012        | Sion                  | SL                    | 12         | 0          | CS              | 1               | 0               | UEL                | -                  | -                  | -           | -           | -           | 13     | 0      |
| gen.-giu. 2012        | PAS Giannina          | SL                    | 10         | 0          | -               | -               | -               | -                  | -                  | -                  | -           | -           | -           | 10     | 0      |
| 2012-2013             | Sion                  | SL                    | -          | -          | CS              | -               | -               | -                  | -                  | -                  | -           | -           | -           | 0      | 0      |
| Totale Sion           | Totale Sion           | Totale Sion           | 53         | 3          |                 | 4               | 0               |                    | -                  | -                  |             | -           | -           | 57     | 3      |
| 2013-2014             | Losanna               | SL                    | 15         | 0          | CS              | 1               | 0               | -                  | -                  | -                  | -           | -           | -           | 16     | 0      |
| gen.-giu. 2015        | Le Mont               | ChL                   | 11         | 1          | CS              | -               | -               | -                  | -                  | -                  | -           | -           | -           | 11     | 1      |
| 2015-2016             | Le Mont               | ChL                   | 20         | 2          | CS              | 3               | 0               | -                  | -                  | -                  | -           | -           | -           | 23     | 2      |
| 2016-2017             | Le Mont               | ChL                   | 24         | 2          | CS              | -               | -               | -                  | -                  | -                  | -           | -           | -           | 23     | 3      |
| Totale Le Mont        | Totale Le Mont        | Totale Le Mont        | 54         | 6          |                 | 3               | 0               |                    | -                  | -                  |             | -           | -           | 57     | 6      |
| 2017-2018             | Stade Nyonnais        | 1Lp                   | 26         | 3          | CS              | 1               | 0               | -                  | -                  | -                  | -           | -           | -           | 27     | 3      |
| 2018-2019             | Stade Nyonnais        | 1Lp                   | 20         | 2          | CS              | 2               | 1               | -                  | -                  | -                  | -           | -           | -           | 22     | 3      |
| Totale Stade Nyonnais | Totale Stade Nyonnais | Totale Stade Nyonnais | 46         | 5          |                 | 3               | 1               |                    | -                  | -                  |             | -           | -           | 49     | 6      |
| 2019-2020             | Meyrin                | 1L                    | 8          | 0          | CS              | 2               | 0               | -                  | -                  | -                  | -           | -           | -           | 10     | 0      |
| 2020-2021             | Meyrin                | 1L                    | 11         | 1          | CS              | 1               | 0               | -                  | -                  | -                  | -           | -           | -           | 12     | 1      |
| 2021-2022             | Meyrin                | 1L                    | 21         | 1          | CS              | -               | -               | -                  | -                  | -                  | -           | -           | -           | 21     | 1      |
| 2022-2023             | Meyrin                | 1L                    | 23         | 0          | CS              | 1               | 0               | -                  | -                  | -                  | -           | -           | -           | 23     | 0      |
| Totale Meyrin         | Totale Meyrin         | Totale Meyrin         | 63         | 2          |                 | 4               | 0               |                    | -                  | -                  |             | -           | -           | 67     | 2      |
| Totale carriera       | Totale carriera       | Totale carriera       | 395        | 29         |                 | 22              | 2               |                    | 0                  | 0                  |             | 0           | 0           | 417    | 31     |

## Palmarès

### Club
- Coppa Svizzera: 1

Sion: 2010-11